# 葉曼熱林斯克區
54°45′N 61°19′E / 54.750°N 61.317°E
葉曼熱林斯克區（俄语：Еманжелинский район），是俄羅斯的一個區，位於該國西南部，由車里雅賓斯克州負責管轄，面積129平方公里，2010年人口21,868，人口密度每平方公里169.52人。